# یواس‌اس جاکامار (ای‌ام‌سی‌یو-۲۵)
یواس‌اس جاکامار (ای‌ام‌سی‌یو-۲۵) (به انگلیسی: USS Jacamar (AMCU-25)) یک کشتی بود که طول آن ۱۶۳ فوت ۴ اینچ (۴۹٫۷۸ متر) بود. این کشتی در سال ۱۹۴۴ ساخته شد.